# Beilight – Bis(s) zum Abendbrot
Beilight: Bis(s) zum Abendbrot (Originaltitel: Vampires Suck) ist eine US-amerikanische Horrorkomödie, die die Vampir-Saga Twilight parodiert, sie stammt aus dem Jahr 2010. Regie führten Aaron Seltzer und Jason Friedberg. Der Film lief am 18. August in den amerikanischen Kinos an, am 9. September kam er in die deutschen Kinos.

## Handlung
Nachdem ihre Mutter eine Affäre mit Tiger Woods begonnen hat, zieht Rebecca „Becca“ Crane nach Sporks zu ihrem Vater Frank. Sie freundet sich schnell mit anderen Schülern der dortigen Highschool an und ist von dem geheimnisvollen Edward Sullen fasziniert. Später wird Becca auf dem Schulparkplatz fast von einem Auto überfahren. Edward bewegt sich blitzartig aus mehreren Metern Entfernung auf das Auto zu und stoppt das Fahrzeug, indem er einen Schüler asiatischer Herkunft zwischen sie stößt. Er weigert sich zu erklären, wie er dies gemacht hat, und warnt Becca davor, sich mit ihm anzufreunden. Nach umfangreichen Recherchen glaubt Becca, dass Edward ein Jonas Brother ist. Daraufhin erzählt Edward Becca, dass er ein Vampir sei, der nur Tierblut trinke. Er will aber trotzdem betonen, dass er ein Mörder sei, und erschießt ein zufällig anwesendes Mädchen. Rebecca und Edward verlieben sich ineinander und Edward stellt Becca seiner Vampir-Familie vor. Doch während Becca ein Geschenk auspackt, schneidet sie sich an dem Geschenkpapier und blutet stark. Von dem Geruch ihres Blutes wird Edwards Familie rückfällig und versucht, Becca zu töten. Um ihren Hunger zu stillen, stoßen sie einen Lieferanten, welcher zufällig an der Tür klingelte, ins Haus bevor sie fliehen. Edward erkennt, dass seine Familie zu gefährlich für Becca ist, und beendet die Beziehung, während er Becca vor drei nomadischen Vampiren, die Menschenblut trinken und die von allen für die The Black Eyed Peas gehalten werden, rettet, indem er einem von ihnen mit einem Baseballschläger den Kopf abschlägt.
Edwards Abreise bricht Becca das Herz und sie ist über Monate deprimiert. Sie freundet sich mit Jacob White an, der ihr dabei hilft, Edward zu vergessen. Wegen seiner seltsamen Pubertät entdeckt Becca, dass er ein Werwolf – welcher sich nur in einen Chihuahua verwandeln kann – ist, der mit der Hilfe seines Rudels einen weiteren der drei nomadischen Vampire getötet hat. Durch eine Reihe von Missverständnissen glaubt Edward, Becca hätte sich umgebracht. Nun versucht er die Zolturi – ein mächtiger Vampirzirkel, der in der Lage ist, ihn zu töten – zu provozieren, indem er sich in die Sonne stellt. Becca eilt zu Edward, um ihn zu retten – doch die weiblichen Fans von Edward und die weiblichen Fans von Jacob – die sich streiten, wer besser ist – lassen dies erst unmöglich erscheinen. Nach einem Kampf zwischen dem Zolturi-Anführer Daro und Edward ist Edward gezwungen, Becca in einen Vampir zu verwandeln. Er sagt, er tut dies erst, wenn die ihn heiraten möchte und macht ihr einen Antrag. Becca stimmt zu und Edward beißt sie in den Hals, welchen Becca mit zwei Kreuzen und der Schrift „Zähne hier einstechen“ beschriftet hat. Nachdem Edward von einem weiblichen Jacob-Fan einen Schlag auf den Kopf bekommt und es so aussieht, als wäre er tot, startet ein Teil des Abspanns. Danach sieht man Becca als Vampir, wie sie sich an dem Jacob-Fan für den Schlag auf Edwards Kopf rächt, während man Edward langsam wieder aufstehen sieht, dann endet der Film.

## Parodien
Die zentrale Grundlage für den Film sind die Filme Twilight – Bis(s) zum Morgengrauen und New Moon – Bis(s) zur Mittagsstunde. Es gibt auch Parodien auf Buffy – Im Bann der Dämonen, 90210, Das Leuchten der Stille, Gossip Girl, Final Destination 3, Wie durch ein Wunder und Alice im Wunderland, Lady Gaga und Harry Potter. Nur erwähnt werden auch noch Die Zauberer vom Waverly Place, The Vampire Diaries und die Jonas Brothers, sowie Charlie Sheen aus der Serie Two and a Half Men, Tiger Woods, die Black Eyed Peas, George Clooney, Lindsay Lohan, Eat Pray Love, True Blood, Jersey Shore und Er steht einfach nicht auf Dich, iCarly, One Tree Hill, 16 and Pregnant und The Osbournes.

## Soundtrack
Der Soundtrack des Films umfasst 16 Titel
1. My Panties – Magicwandos
2. Succubus Baby – Magicwandos
3. Believe Nothing – The DeeKompressors
4. Late Night Superstar – Revival Chiefs
5. Are We On – Killdeer
6. I Miss You – Arlaner
7. Hey Eddie – Barnetta
8. It's Raining Men – Kelly Kass
9. My First Wish – Miss Eighty 6
10. She's Going Down – Ali Dee
11. All The Way Up – Alana D
12. On Fire – Chris Classic
13. The Hustle – The 26th Street Boyz
14. If I Was Your Vampire – Marilyn Manson
15. Wango Tango – Danielle Barbe
16. There I Stand – Madlife

## Hintergrund
Die Dreharbeiten für Beilight – Bis(s) zum Abendbrot fanden in Bossier City, Louisiana statt. Das Budget betrug 20 Millionen US-Dollar, das weltweite Einspielergebnis liegt bei 80 Millionen US-Dollar (Stand 23. Januar 2011).
Der Film war in vier Kategorien für die Goldene Himbeere 2011 nominiert:
- Schlechtester Film
- Schlechteste Neuverfilmung oder Fortsetzung
- Schlechteste Regie
- Schlechtestes Drehbuch

erhielt jedoch keine der Negativ-Auszeichnungen.

## Kritik
„Arme Vampire. Weicheier sind sie schon seit den drei Twilight-Filmen. Jetzt werden sie in „Beilight – Biss zum Abendbrot“ auch noch zu Witzfiguren. Der Film will parodieren, bleibt aber Klamauk für Fans von infantilem Brachial-Humor.“

„Nicht nur die Story, auch die Darsteller sehen den Originalen verdammt ähnlich. Doch bis auf Jenn Proske kann keiner von ihnen überzeugen. Die Newcomerin imitiert nahezu perfekt den qualvollen Ausdruck von „Bella Swan“-Darstellerin Kristen Stewart. Das ist allerdings das einzig Positive an „Beilight – Biss zum Abendbrot“. In Ihrer Persiflage lassen die Macher von „Meine Frau, die Spartaner und ich“ (2008) und der „Scary Movie“-Reihe keinen noch so unterirdischen Gag aus. So wird z. B. Jacob zum Chihuahua anstatt zum Werwolf, und Edward serviert seiner Vampirfamilie den Lieferjungen als chinesisches Fastfood. Insgesamt hat das Spoof-Movie nicht mehr als zwei bis drei ganz nette Pointen zu bieten. Fazit: Bei so viel infantilem Witz lädt die Parodie eher zum Fremdschämen als zum Lachen ein.“

„Bemühte Persiflage auf "Twilight - Biss zum Morgengrauen", die im Minutentakt langweilige Gags abfackelt und sich in simplem Nachstellen erschöpft. Ein halbgares Fließbandprodukt mit absolut talentfreien Darstellern, angereichert mit Grunz- und Furz-Humor und ungelenkem Slapstick.“